# Papyrus 45
V tomto článku byl použit překlad textu z článku Papyrus 45 na anglické Wikipedii.

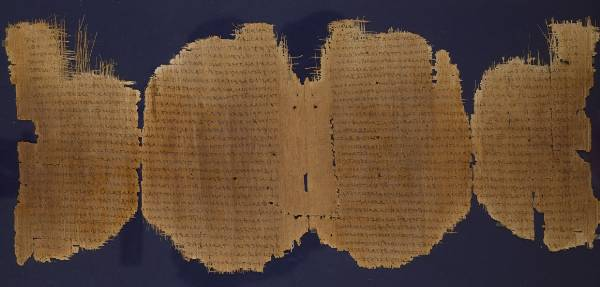
Papyrus 45

Papyrus 45 (zkráceně P 45) je raný novozákonní rukopis, který je součástí Papyrů Chestera Beattyho. Paleograficky byl rukopis datován do 3. století n. l. Sestává z textů Matoušova evangelia 20-21 a 25-26; Markova evangelia 4-9 a 11-12; Lukášova evangelia 6-7 a 9-14; Janova evangelia 4-5 a 10-11; Skutcích apoštolů 4-17. Rukopis se momentálně nachází v knihovně Chestera Beattyho v Dublinu, kromě jednoho listu, který sestává z Mt 25,41-26,39 a který se nachází v Rakouské národní knihovně ve Vídni.

## Stav rukopisu
Rukopis je silně poškozený a fragmentovaný. Papyrus byl svázán do kodexu, který se mohl skládat až z 220 stran, dochovalo se jich však pouze 30 (dva z Matouše, šest z Marka, sedm z Lukáše, dva z Jana a 13 ze Skutků). Všechny stránky mají mezery s velmi malým počtem řádků. Listy Matouše a Jana jsou nejmenší. Původní stránky byly o rozměrech přibližně 10 x 8 palců. Na rozdíl od mnoha jiných zachovaných rukopisů z 3. století, které obvykle obsahovaly pouze evangelium, nebo katolické listy nebo pouze pavlovské epištoly, obsahoval tento rukopis více než jedno seskupení textů Nového zákona. Základem této hypotézy je používání 2 listů P45 přeložených tak, aby ve výsledku tvořily 8 stran textu, tak jako tomu bylo u většiny ostatních rukopisů.

## Charakteristika textu
Kvůli rozsahu poškození bylo pro badatele obtížné určit typ textu. Rukopis byl získán Alfredem Chesterem Beattym v první polovině 20. století a publikován v roce 1933 v knize The Chester Beatty Biblical Papyri, Descriptions and Texts of Twelve Manuscripts on Papyrus of the Greek Bible Fredericem G. Kenyonem. Kenyon identifikoval text Markova evangelia v P45 jako caesarejský typ, podle definice Burnetta Hillmana Streetera. Hollis Huston kritizoval Kenyovu transkripci různých, částečně zachovaných slov a dospěl k závěru, že kapitoly 6 a 11 z Marka v P45 se nemohou úhledně hodit do jednoho textového typu, zvláště ne caesarejského, protože rukopis předchází rozlišovacím textům pro každý typ ze 4. a 5. století.

## Typ textu
P45 má relativně úzký statistický vztah s Washingtonským evangelijním kodexem v Markovi a v menší míře s Family 13. Citováním studie Larryho Hurtada, Text-Critical Methodology and the Pre-Caesarean Text: Codex W in the Gospel of Mark, Eldon Jay Epp souhlasí s tvrzením, že zde není žádná spojitost s caesarenským nebo pre-caesarenským textem v Markovi. Také zde není silné spojení s alexandrijským textovým typem Vatikánského kodexu, západním textovým typem Bezova kodexu a byzantským textovým typem Textus receptus. Jiná hypotéza je, že P45 pochází z alexandrijské tradice, ale má mnoho textových variant a harmonizací, jejichž snahou bylo "vylepšit" text stylisticky. Přestože je stále obtížné zařadit rukopis historicky do kategorie textů, většina vědců dnes souhlasí s tím, na rozdíl od Kenyona, že text není caesarejského typu.
Textový charakter rukopisu se liší od knihy ke knize. Na základě Marka, multivariační analýza přístrojových dat z UBS Greek New Testament (4th ed.) zařazuje P45 do skupiny, která zahrnuje Washingtonský evangelijní kodex (kapitoly 5-16), Codex Koridethi, Family 1, 28, 205. 565; sinajské syrské, arménské a gruzínské verze; a Origenovy citace. Tato skupina odpovídá tomu, co Streeter nazývá "východním typem" textu. Na základě Lukáše, jedenáctimístný oddíl PAM založený na řeckých rukopisný datech spojených s INTF's parallel Pericopes volume umisťuje rukopis do skupiny s Efrémovým kodexem (C 04), Codex Regius (L 019), Codex Zacynthius (Ξ 040), 33, 892, a 1241. Na základě Skutků, je nejblíže k alexandrijskému textu.
Počítá se s tím, že kodex vynechal Pericope Adulterae (J 7,53-8,11).